# Vigipirate

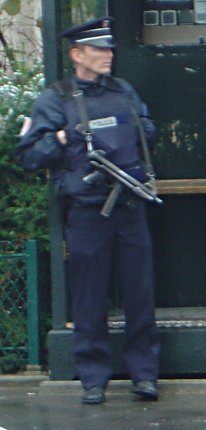
Un policía armado con un subfusil, vigilando una estación de policía en París.

Vigipirate es el sistema nacional de alerta en Francia, creado en 1978 por el presidente Valéry Giscard d'Estaing. Desde entonces había sido actualizado cuatro veces: en 1995 (con la campaña terrorista islámica), en el 2000, en el 2003, y por último en 2015.
El sistema se llama así por medidas de seguridad específicas, incluyendo el incremento de policía militar que se encuentran en los metros, estaciones de trenes, y otras localidades vulnerables.

## Historia
La primera circular interministerial relativa a la implementación de medidas de vigilancia antiterrorista data del 7 de febrero de 1978. En 1981 se lanzó el plan Pirate, acrónimo de «protección de las instalaciones contra los riesgos de atentados terroristas con explosivos» (protection des installations contre les risques d’attentats terroristes à l’explosif). El plan se activó por primera vez entre enero y abril de 1991, durante la guerra del Golfo, e incorporó a su nombre la noción de vigilancia, dando lugar al acrónimo actual Vigipirate. Posteriormente, se estableció formalmente tras los atentados de 1995 en París.

## Niveles de alertas

### Código de colores (2003-2013)
Entre 2003 y 2013, el plan Vigipirate empleaba un código de colores de cinco niveles de amenazas (blanco, amarillo, naranja, rojo y escarlata).
| Nivel de alerta | Color     | Significado |
| --------------- | --------- | --- |
| 0               | Blanco    | Sin peligro. |
| 1               | Amarillo  | Incrementa los niveles de seguridad para enfrentar verdaderos pero a la vez peligros inciertos, a través de medidas que son locales y mínimamente perjudiciales, de la actividad normal, cuando se preparan para cambiar a "naranja" o "rojo" dentro de unos pocos días.                                        |
| 2               | Naranja   | Toma medidas contra riesgos plausibles de actividades terroristas, incluyendo el uso de los medios que son moderadamente perjudiciales para las actividades públicas normales, cuando se preparan para cambiar a "rojo" o "escarlata" en aviso corto donde sea posible.                                         |
| 3               | Rojo      | Toma medidas contra un riesgo probable de dos o más actividades terroristas. incluyendo medidas para proteger instituciones públicas y de poner en un lugar apropiado los medios de rescate y de respuesta, autorizando cuando haya un nivel significativo de una alteración a la actividad económica y social. |
| 4               | Escarlata | Notifica un riesgo de ataques mayores, ya sean simultáneos, usando niveles no convencionales y causando una gran devastación. Se preparan medios apropiados de rescate y de respuesta al enemigo, las medidas aquí son altamente perjudiciales a la sociedad civil.                                             |

### Triángulo Vigipirate (2014-)
En 2014, se abandonó el código de colores y se adoptó un sistema con dos niveles: vigilancia y alerta de atentado.
En 2016, se adoptó un sistema similar al anterior, pero con tres niveles: vigilancia, seguridad reforzada/riesgo de atentado y emergencia por riesgo inminente de atentado.
| Triángulo Vigipirate sin ningún otro aviso |
| Vigilancia                                 |

| Triángulo Vigipirate con "Sécurité Renforcée Risque Attentat" en letras negras |
| Seguridad reforzada/riesgo de atentado                                         |

| Triángulo Vigipirate con "Urgence Attentat" en letras rojas |
| Emergencia por atentado                                     |